# NGC 927
NGC 927 este o galaxie spirală situată în constelația Berbecul. A fost descoperită în 18 ianuarie 1885 de către Johann Palisa.